# Teorba
A teorba a lantfélék családjához tartozó pengetős hangszer, amelyhez egy megnyújtott nyaki rész tartozik másodlagos hangolókulcsokkal. Akárcsak egy lant, a teorba teste fából készült és domborított hátú. Hangrést találunk rajta, és innen nyúlik ki a nyakrész. Ugyanúgy, mint a lant esetében, a zenész egyik kezével pengeti a húrokat, míg a másikkal lefogja azokat. A húrok a nyak különböző szintjén való lefogása eredményezi a különböző hangmagasságokat. Mindez lehetővé teszi, hogy a zenész akkordokat, basszusmeneteket, valamint dallamokat játsszon. A hangszer rokonságban áll a liuto attiorbatóval; a francia théorbe des pièces-szel, az íves lanttal; a német barokk lanttal; és az angélique-kal. A teorba több elemében is különbözik a hagyományos lanttól, ami a legfeltűnőbben a nyaki részen látszik. Mély regiszterű basszus húrok kapcsolódnak a megnyújtott nyakrészhez. Így a teorba hangterjedelme sokkal nagyobb, mint a hagyományos lanté. A teorba a barokk zene korában (1600-1750) a basso continuo szólamcsoport részét képviselte (gyakran csembaló, orgona és basszus hangszerek társaságában); vagy szóló hangszerként használták.

## Eredete és fejlődése
A teorbát a tizenhatodik század végén fejlesztették ki Itáliában. Ötlete abból az igényből adódott, hogy a Firenzei Szalon (Florentine Camerata) zeneszerzői által írt művek nagy hangterjedelmű basszushangszereket ígényeltek, hiszen a kor egyéb új zenei műveivel együtt gyakran alkalmazták a basso continuót, amint ez Giulio Caccini két gyűjteményében (1602 és 1614) is látszik. Claudio Monteverdi két chitarronét is felsorolt az 1607-ben írt Orfeusz című operájának előadásához szükséges hangszerek listáján. A zenészek eredetileg nagy basszuslantot használtak (ahol a húrok hossza meghaladta a 80 centimétert), a húrok pedig nem hangmagasság szerinti sorrendben következtek, ám hamarosan megnyújtották a hangszere nyakát, amelyhez egy második kulcsrendszert tettek, így hosszabb basszushúrokat lehetett használni, és amelyeket diaposonoknak vagy bourdonoknak neveztek. Ezek világosabb hangolást és tágabb hangterjedelmet tettek lehetővé. Habár úgy a chitarrone, mint a tiorba használatos volt a hangszer megnevezésére, a kettő különböző gyökerekből nőtt ki. A chitarrone tulajdonképpen az olasz chitarrából, azaz gitárból származik, és nagy gitárt jelent. A domború hátú gitár használatos volt, gyakran chitarra Italiana néven különböztetve meg a simahátú spanyol gitártól, azaz a chitarra alla spagnolatól. Maga a tiorba név eredete zavaros, feltételezik, hogy szláv vagy török eredetű, a torba táskát vagy turbánt jelentve. 
Athanasius Kircher véleménye szerint a tiorba a nápolyi nyelvben a parfümkészítők által az esszenciák és különböző növények őrlésére használt darálóasztal beceneve. Elképzelhető, hogy ennek a nagyméretű hangszernek a megjelenése (különösképpen egy kis helyre bezsúfolt együttes esetében) számos vicc és humor forrása lett, amely népszerű helyi ismeretek fokozatosan kikoptak a köztudatból. Robert Spencer feljegyezte, hogy már 1600-ban zavar keletkezett a két legismertebb elnevezés körül: chitarrone, ò tiorba che si dica (chitarrone, avagy teorba, ahogy nevezik). A 17. század közepére rögződött a tiorba megnevezés, amely segített megkülönböztetni a teorbát olyan másfajta hangszerektől, mint például a ma többnyire latin-amerikai hangszercsaládot alkotó chitarrone modern, avagy guitarrontól. Ami a kisebb méretű lantokat (a húrok hossza meghaladja az 55 centimétert) illeti, ott is léteztek különböző hangszerek, mint az arciliuto (archlute), liuto attiorbato és a tiorbino, avagy a kis teorba, amelyek egymástól eltérő módon hangolható hangszerek voltak, a kis zeneegyüttesek, vagy egyéni előadók új repertoárjának függvényében. A basso continuo előadásmódban a teorbákat gyakran kisméretű orgonákkal párosították. A legnevesebb korai itáliai zeneszerzők és muzsikusok Giovanni Girolamo Kapsperger és Alessandro Piccinini voltak. Giuliano Paratico egy másik korai itáliai chitarronen játszó muzsikus volt. Kevés szóló zene maradt fenn Angliából, de William Lawes valamint mások alkalmazták a teorbát a kamara- és operazenekarok esetében. Franciaországban a teorba kamarazenei és nagyzenekari alkalmazásban megbecsült és gyakran hallott hangszer volt a 18. század közepéig (Nicolas Hotman, Robert de Visée). A bécsi, bayreuthi és berlini udvari zenekarok 1750 után is alkalmaztak teorba-zenészt (Ernst Gottlieb Baron, Francesco Conti). Teorbára írt szólóhangszeres művek a tabulatúrákban vannak lejegyezve. 

## Hangolás és a húrok
A teorba hangolására az oktáv-eltolódás jellemző, avagy az „újra belépő hangolás” a két legfelső húrtól kiindulva. Piccinini és Michael Praetorius szót ejtenek a fém húrok időnkénti használatáról (sárgaréz és acél, mint a bélből készült húrok ellentétei). A Laute mit Abzügen: oder Testudo Theorbataban, amely a Praetorius által kiadott Syntagma Musicum című zenei könyvben jelent meg, megduplázták a hídon áthaladó és a hangszer alapjához csatolt húrokat – ebben eltérve a szintén általa írt Paduanische Theorbától (eltérően az azonos illusztrációtól, amelyen úgy látszik, hogy csak egy rend húr van). A Lang Romanische Theorba: Chitarron szintén úgy jeleníti meg, hogy a hídhoz egyetlen rend húr csatlakozik. A húrozat, a reneszánsz lanttól eltérően, gyakran egyetlen sorban ment, habár a dupla húrozás is használatos volt. Jellemzően, a teorbák 14 húrosak, habár voltak 15 vagy 19 húrosak is (Kapsberger).
A jelenkori zenészek általában 14 húros teorbán játszanak (mélyebb húr G-ben). Néhány zenész a teorbát egy egészhanggal mélyebbre hangolja G-ben. A szóló repertoár többsége A-ra van hangolva. Az „újra belépő hangolás” új lehetőségeket teremtett a hangvezetésre és egy új jobbkezes technikát inspirált, ahol a hüvelyk-, mutató- és középujjat arpeggiate (arpeggio = hárfaszerűen) akkordokkal, amely hangzást Piccinini egy hárfáéhoz hasonlít. A basszus fonás és újra belépő hangolás azt jelenti, hogy megvalósulhasson a számozott basszus, a a basszus hangszerek fölött, amikor azok basso continuót kísérnek, a basszusvonalat időnként muszáj egy oktávval lentebb játszani (Kapsberger). A francia értekezésekben azok az akkordok, amelyekben egy alacsonyabb hang azután hangzik el, miután a basszust már használták, amikor a basszus magasba tart. Az angol teorbán csupán az első húr tartozott az alacsonyabb oktávhoz (Thomas Mace).

## Regionális különbségek

### Itália
A teorbát Itáliában fejlesztették ki és gazdag hagyománya van az itáliai zenében, mint szóló és kísérő hangszer gyanánt is. Caccini azt írja a Le nouve musiche (1602) című könyvben, hogy a teorba tökéletesen alkalmas énekhang kíséretére anélkül, hogy az énekes elhomályosítaná a hangszer hangját, egy olasz hagyomány kezdetére, a monódiára utalva, amelyben a teorba a kísérő hangszer. Az itáliaiak a teorba oktávjait a hangszer „különleges kiválóságának” nevezték. Az olaszok úgy tekintettek a teorbára, mint a lantnak egy könnyebb alternatívája, mivel hangminőségének általános vonzereje képes fedezni a közömbös játékot és a lusta hangvezetést. 

### Anglia
Az itáliai teorba a 17. század elején jelent meg először Angliában, de a kétfejű angol lant alapján a Jaques Gaultier által tervezett hangszer rövid idő alatt jóval népszerűbbé válik. Az angol teorbák általában G-re voltak hangolva és duplán felfűzve, ám csupán az első pályával a visszatérő hangolásban. A G-re hangolt teorbák esetében sokkal alkalmasabbak voltak a dúr kulcsok, és sok angol dalt és kísérőzenét amely teorba jelenlétét feltételezte dúrban írtak, hiszen sokkal nehezebb lett volna egy A-ra hangolt teorbán játszani. A tizenkilencedik században Angliában kikopott a divatból a teorba, melynek okát a méreteiben, valamint alacsony hangmagasságában keresendő. Helyét az íves lant vette át. 

### Franciaország
Franciaországban az első feljegyzés a teorbáról 1637-ből származik, és az 1660-as években a legnépszerűbb kísérőhangszerré vált, átvéve ezzel a tízhúros lant helyét. A teorba nagyon fontos basszushangszer volt a francia udvarban és számos francia basszus leckét tett közzé Delair (1690), Campion (1716 és 1730), Bartolotti (1669), Fleury (1660), Grenerin (1670). A franciák teorbáknak legfennebb nyolc lefogható húrjuk volt, és valamiképpen kisebbek és halkabbak voltak, mint az olasz teorbák. A francia szabvány 76 centimétert jelentett, míg az olasz teorbák 85-95 centiméteres voltak.

### Németország
A német teorbákat ma is hattyúnyakú barokk lantoknak nevezik. A 17. századi német teorbán zenélők szimplán húrolt hangszereken játszottak, egy egészhanggal lejjebb transzponált olasz hangolásban. Ám a 18. századi zenészek átálltak a duplán húrozott hangszerekre, a d-moll hangolásra, amilyent a francia és német barokk lantzenében használtak, azért, hogy ne kelljen újból gondolniuk az akkord alakzatokat, amikor teorbán játszottak. Ezekre a hangszerekre utaltak úgy, mint a teorba-lantokra. Baron megjegyzi, hogy „a lant finomsága miatt remekül szolgál triókban vagy más, néhány tagból álló kamarazenei formációkban. A teorba erejénél fogva a legjobban a harminc-negyven főből álló együttesekben szolgál, úgy mint a templomokban vagy operákban.” Teorba-lantokat valószínűleg használtak az olasz teorbák és íves lant mellett is a basszus beállításokhoz az itáliai muzsikusok jelenlétének következtében a német udvarokban, valamint abból a célból, hogy olyan hangszerek legyenek, amelyek bármilyen hangnemben levő zene eljátszására alkalmasak.

## Technika
A teorbát a lanthoz hasonlóan kell megszólaltatni, a bal kézzel lenyomva különböző helyeken a fogólapon a húrokat, míg a jobb ujjbegyek húzogatják a húrokat. A legfontosabb különbség a teorba és a lant megszólaltatási technikája között az, hogy míg a teorba esetében zenélés közben a hüvelykujj eláll a tenyértől, addig a lantnál a hüvelykujj a tenyér takarásában marad. Emellett a hüvelykujj teljes mértékben felelős a basszushangok lejátszásában, és ritkán jön fel a felső sávokra. A legtöbb teorba zenész az ujjbegyeivel pengeti a húrokat, habár létezik Piccininitől, Mace-tól és Weisstől származó precedens arra nézve, hogy a körmüket használják. A körmök sokkal hatásosabbak lehetnek a teorba esetében, mint a lantnál a magukban futó húrok miatt, és a körmök használatát a leggyakrabban akkor javallják, amikor a játék minősége alárendelődik a hangerőnek.

## Szóló repertoár
A teorba szóló barokk repertoárja Itáliához és Franciaországhoz köthető, néhány angliai szerzemény kivételével, amit angol teorbára írtak. A teorba leghatékonyabb és konkrét nyelvvel rendelkező zenéje (vagyis idiomatikus) a hangszer két egyedi erényéből fakad: a hangterjedelem és az újra belépő hangolás. 
Itália: Kapsberger, Piccinini, Castaldi
- Tokkáták – szabad, rapszodikus, harmonikusan kalandos. Piccinini szerzeményei jóval harmonikusabbak, míg Kapsberger gyakran megszünteti a hangvezetési szabályokat a kívánt hatások elérésének érdekében.
- Táncok – Correntes, Gagliardas az itáliai lantos tánchagyományokat folytatták Dalzáig visszamenően.
- Variációk – igen gyakran nagyon egyszerű témákra épülő nagyon bonyolult és komoly kihívást jelentő variációk

Franciaország: de Visee, Bartolotti, Hurel, le Moyne
- Táncszvitek – a teorbára írt francia művek elsöprő többsége táncszvittekből állnak, a következő sorrendben: meghatározatlan prelúdium, allemande, courante, sarabande, gigue (változatokkal).
- Átiratok – a francia teorba zenészek gyakran írták át operaszerzők darabjait, úgy mint Lully vagy billentyűs hangszerek zeneszerzői, mint Couperin, hogy ezeket aztán szólóban adják elő.

Néhány modern zeneszerző elkezdett új darabokat írni teorbára, jelentős darabokat komponálva Roman Turovsky, David Loeb, Bruno Helstroffer, Thomas Bocklenberg és Stephen Goss, aki az egyetlen teorbára írt versenyművet szerezte.

## A folyamatos basszus
A teorbát elsődlegesen basszushangszerként alkalmazták. Azonban, annak következtében, hogy egy olyan pengetős hangszerről van szó, amely alkalmas a rekontra hangolásra, nagyon nehéz, vagy szinte lehetetlen a legfontosabb hangparamétereket szigorúan követni. Ilyenformán a teorba, mint basszus hangszer, ezeknek a jellemzőknek a magába foglalásával érte el státusát:
- A fő hangok visszafogásával való megszólaltatás jobban visszaadja a hangszer természetes hangzását. A valódi basszus vonal egységességének fenntartását az arpeggiatio-módban (azaz hárfaszerűen) való kreatív használattal lehet fenntartani, amely leplezi az inverziókat, vagyis az akkordok „helytelen” lejátszását.( A inverzió egyszerűen szólva az akkord “hibás” lejátszása. Egy D major D-F#-A visszafelé játszva , A-D-F#-t kapunk, de így is ugyanazt azt érzést fogja hordozni, mint az eredeti.Jó ötlet inverzet használni akkor, amikor a legmélyebb hanggal el akarjuk érni a basszus szintjét.)
- A basszus vonalnak egy oktávval lentebb való transzpozíciójával az összhang sorrendjében
- Vékonyabb textúrát használva, a teorba erős tervezése és gazdag rezonanciájának következtében, három, vagy akár két hangkísérettel gyakran épp oly hatásos lesz, mint a csembaló standard négyhangú kísérete. Emellett, a basszus vonal gyors változtatásával lehetetlenné válhat a kettőnél több hangú megszólaltatás.
- A húrok gyakori visszaállítása a hangszer gyors degradálódásához vezet.

Így a hangszer basszus vonalának és hangzásának a megőrzése a legfontosabb cél, amikor basszushangszerként használt. Szükségessé válik ma hangvezető szabályok megszüntetése a basszus vonal megőrzésének érdekében, valamint a teorba egyedi hangzásának a kidomborításáért.
Praetorius a teorbát egyszerre nevezi alap- és díszítő basszushangszernek, lévén, hogy kísérni tud egy zenekart mint fő basszushangszer, mialatt életre kelti a harmóniát és színt ad a zenekarnak az akkordok megvalósítása révén. 

## Zeneszerzők
- Johann Kapsberger (c. 1580 – 1651. január 17.)
- Alessandro Piccinini (1566. december 30. – c. 1638)
- Angelo Michele Bartolotti (megh. 1682 előtt)
- Bellerofonte Castaldi (1580 – 1649. szeptember 27.)
- Robert de Visee (c. 1655 – 1732/1733)
- Charles Hurel (megh. 1692)
- Etienne le Moyne (1640-1715)
- Stephen Goss (szül. 1964. február 2.)
- Bruno Helstroffer
- Roman Turovsky (szül. 1961)

## Jelenkori zenészek
- Xavier Diaz-Latorre (sz. 1968)
- Eduardo Egüez (sz. 1959)
- Michael Fields (sz. 1951)
- Yasunori Imamura (sz. 1953)
- Jakob Lindberg (sz. 1952)
- Rolf Lislevand (sz. 1961)
- Robert MacKillop (sz. 1959)
- Massimo Marchese (sz. 1965)
- Andreas Martin (sz. 1963)
- Jonas Nordberg
- Nigel North (sz. 1954)
- Paul O'Dette (sz. 1954)
- Christina Pluhar (sz. 1965)
- Lynda Sayce
- Richard Stone (sz. 1960)
- Stephen Stubbs (sz. 1951)
- Matthew Wadsworth (sz. 1974)

## Fordítás
Ez a szócikk részben vagy egészben  a   Theorbo című angol Wikipédia-szócikk ezen változatának fordításán alapul.  Az eredeti cikk szerkesztőit annak laptörténete sorolja fel. Ez a jelzés csupán a megfogalmazás eredetét és a szerzői jogokat jelzi, nem szolgál a cikkben szereplő információk forrásmegjelöléseként.